# Удачино (Бежаницкий район)
Удачино — деревня на северо-западе Бежаницкого района Псковской области. Входит в состав сельского поселения Ашевское.
Расположена в 37 км к северо-западу от райцентра Бежаницы и в 5 км к западу от деревни Ублиска. Ранее деревня относилась к Новоржевскому уезду.
Численность населения в 1872 г составляла 10 дворов, 17 жителей муж. пола 17 жителей женского пола.
Численность населения деревни составляет 12 жителей (2000 год).
До 3 июня 2010 года деревня входила в состав ныне упразднённой Ново-Кузнецовской волости с центром в д. Ублиска.